# 万富東大寺瓦窯跡
万富東大寺瓦窯跡（まんとみとうだいじがようあと/まんとみとうだいじかわらがまあと）は、岡山県岡山市東区瀬戸町にある東大寺の瓦を製造した窯の跡である。国の史跡。

## 概要
鎌倉時代初期に東大寺再建のために瓦を製造していた窯の跡である。JR山陽本線万富駅の北東約400mの大寺山（おおてらやま）丘陵にある。大寺山からは昔から「東大寺」と刻印された瓦片や窯壁が出土し瓦窯があったことは以前より知られており、昭和2年（1927年）4月2日に国の史跡に指定された。また、平成14年度から15年度（2002年 - 2004年）の調査結果から、上の山（うえのやま）丘陵にも平成16年（2004年）9月30日に史跡範囲が拡大された。

## 背景
平安時代末期の治承4年（1180年）治承・寿永の乱（源平合戦）において東大寺が焼失した。鎌倉時代に入り重源が勧進職（総監督）に任命され朝廷・鎌倉幕府の支援により東大寺の再建を行った。
重源は建久4年（1193年）備前国を東大寺再建のための造営料国として賜った。吉岡郷（万富地域）は古来より良質の粘土があることで知られており、また吉井川が近く水運の便が良いことからこの地に瓦窯が造営されることとなった。ここで製造された瓦は吉井川から瀬戸内海を経て大阪湾から淀川を経由し木津川に至り木津より奈良まで陸送された。

## 遺構
伝承によれば南都正八幡宮を勧進して八幡社（現・阿保田神社）を建て、東・南・西にそれぞれ10基ずつの窯を造営したと言われる。また、大量の粘土を採掘したため、採掘跡は池になったと伝えられている。
昭和54年（1979年）に岡山県教育委員会が発掘調査を行った際には、大寺山地区の西側斜面に南北1列に東から西に傾斜する13基の窯跡が確認された。平成14年度から15年度（2002年 - 2004年）にわたり旧瀬戸町教育委員会（現・岡山市教育委員会）が史跡指定地の北側と大寺山丘陵の西にある上の山丘陵を調査した。この調査により、新たな瓦窯跡と建物礎石、竪穴遺構、暗渠排水設備、土鍋や椀など生活雑器製造の土器窯跡が発見された。このため、大寺山地区の瓦窯跡は計14基となり上の山地区にも瓦窯跡があったことが確認された。この結果、上の山地区も含め平成16年（2004年）9月30日に史跡の指定範囲が拡大された。
窯の構造は平窯で炎の通りを良くするよう分焔牀（ロストル）が設けられていた。大寺山丘陵では焚き口は西側に開口していた。
ここでは軒丸瓦と平瓦が生産され、総生産枚数は30万～40万枚と言われている。軒丸瓦は梵字を中心に「東大寺大仏殿」の銘文が刻まれていた。平瓦には「東大寺」の銘が陽刻されたものも発見されている。ここで生産された瓦は東大寺以外に岡山県内の寺院でも使用されており、これらは重源とゆかりの深い寺院であったと推察されている。

## 所在地
- 岡山県岡山市東区瀬戸町万富45